# Elżbieta Zakrzewska
Elżbieta Zakrzewska z domu Zalewska (ur. 25 listopada 1962 w Jeleniej Górze) – polska polityk i samorządowiec, posłanka na Sejm VI kadencji, od 2018 burmistrz Kowar.

## Życiorys
Córka Augusta i Anny. Ukończyła studia ekonomiczne na Wydziale Ekonomiki i Organizacji Produkcji Akademii Ekonomicznej we Wrocławiu, podyplomowo kształciła się w zakresie zarządzania. W latach 1990–1998 przez dwie kadencje pełniła funkcję wójta Mysłakowic, następnie przez dwa lata była zastępczynią dyrektora w Dolnośląskiej Regionalnej Kasie Chorych Oddziału Jelenia Góra. Od 2000 do 2008 zajmowała stanowisko dyrektora Samodzielnego Publicznego Zespołu Opieki Zdrowotnej w Bogatyni, następnie została dyrektorem Szpitala Specjalistycznego MSWiA w Jeleniej Górze.
W 2006 w wyborach samorządowych wybrano ją na radną sejmiku dolnośląskiego z ramienia Lewicy i Demokratów. Również z listy LiD kandydowała bezskutecznie w wyborach w 2007 do Sejmu w okręgu legnickim. Pełniła funkcję wiceprzewodniczącej rady krajowej Unii Pracy. W sejmiku w 2008 przystąpiła do klubu radnych Platformy Obywatelskiej.
Po śmierci Jerzego Szmajdzińskiego w katastrofie polskiego Tu-154 w Smoleńsku uzyskała uprawnienie do objęcia po nim mandatu, na co wyraziła zgodę, deklarując akces do klubu poselskiego Lewica (we wrześniu 2010 klub został przemianowany na klub Sojuszu Lewicy Demokratycznej). 7 maja 2010 złożyła ślubowanie. W latach 2010–2013 była jedną z wiceprzewodniczących UP, następnie ponownie została jedną z wiceszefów rady krajowej tej partii. W 2011 nie uzyskała poselskiej reelekcji, startując z listy SLD (w ramach porozumienia UP z tą partią). W 2014 bez powodzenia kandydowała do sejmiku województwa z listy koalicyjnego komitetu SLD Lewica Razem.
W marcu 2017, po rezygnacji Marka Pola, została przewodniczącą rady krajowej UP. W 2018 została wybrana na stanowisko burmistrza miasta Kowary. W 2024 z powodzeniem ubiegała się o reelekcję.
Odznaczona Srebrnym Krzyżem Zasługi (1998).